# Torvtak

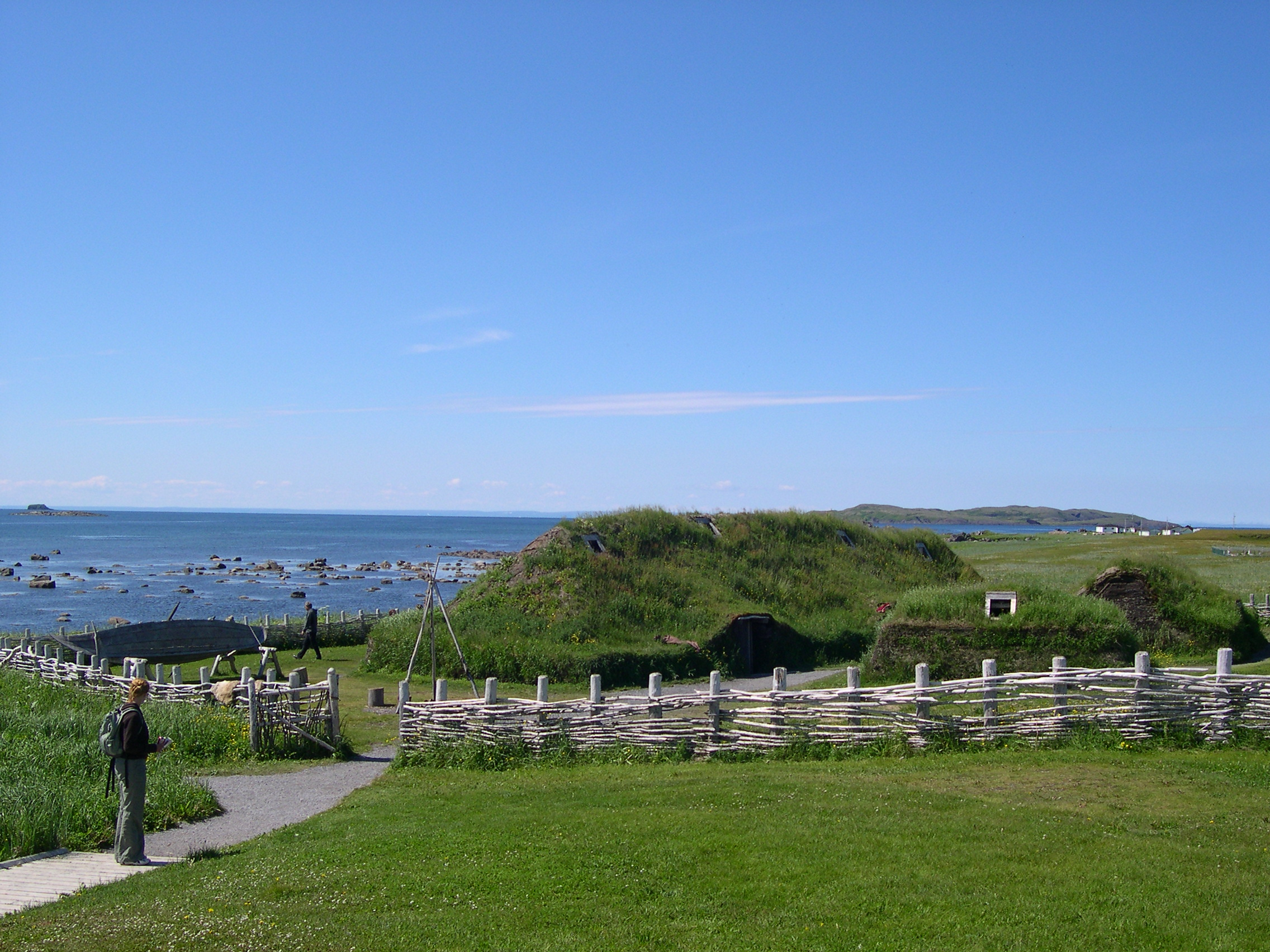
Rekonstruerat hus från vikingatiden i Kanada med torvtak.

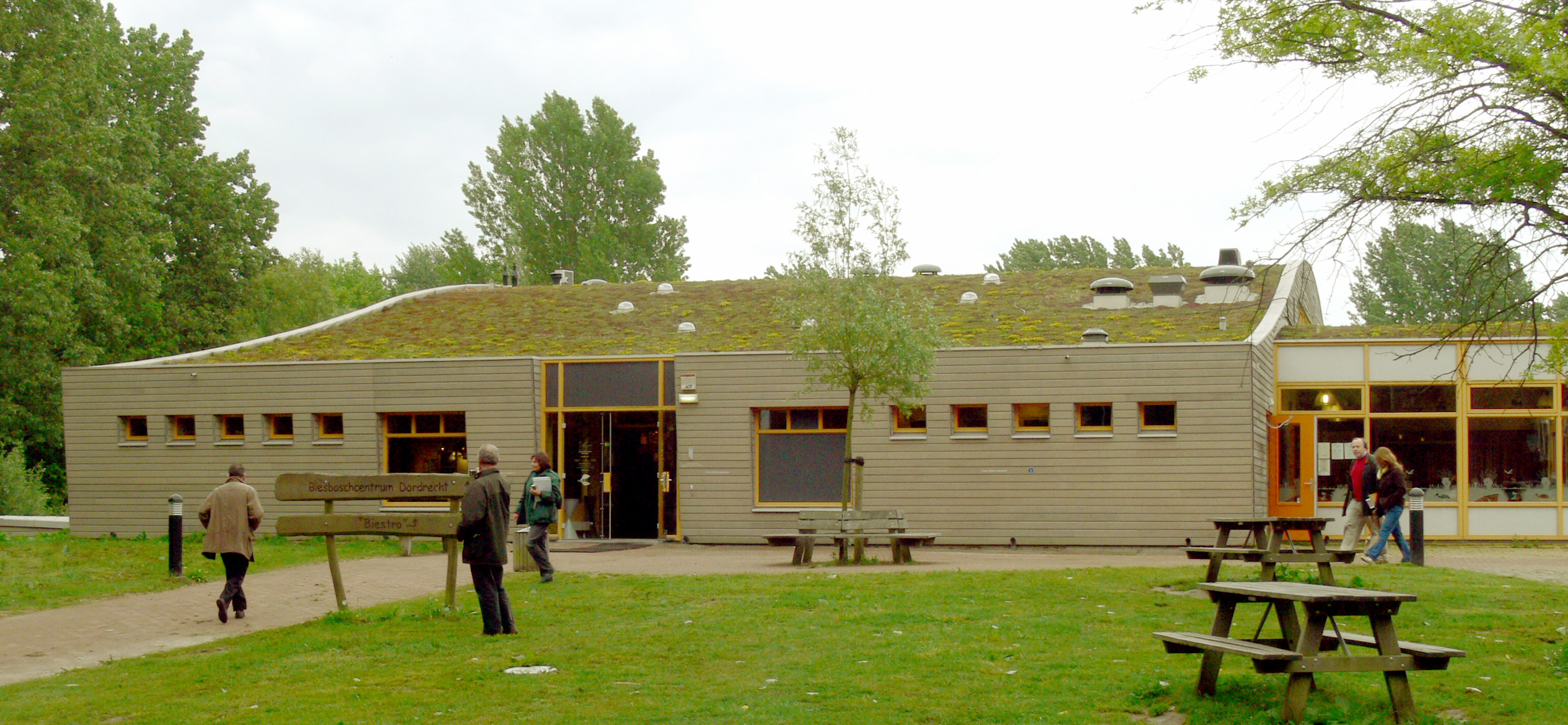
Sedumtak, Utställninghallen i Nationalparken Biesbosch, Nederländerna).

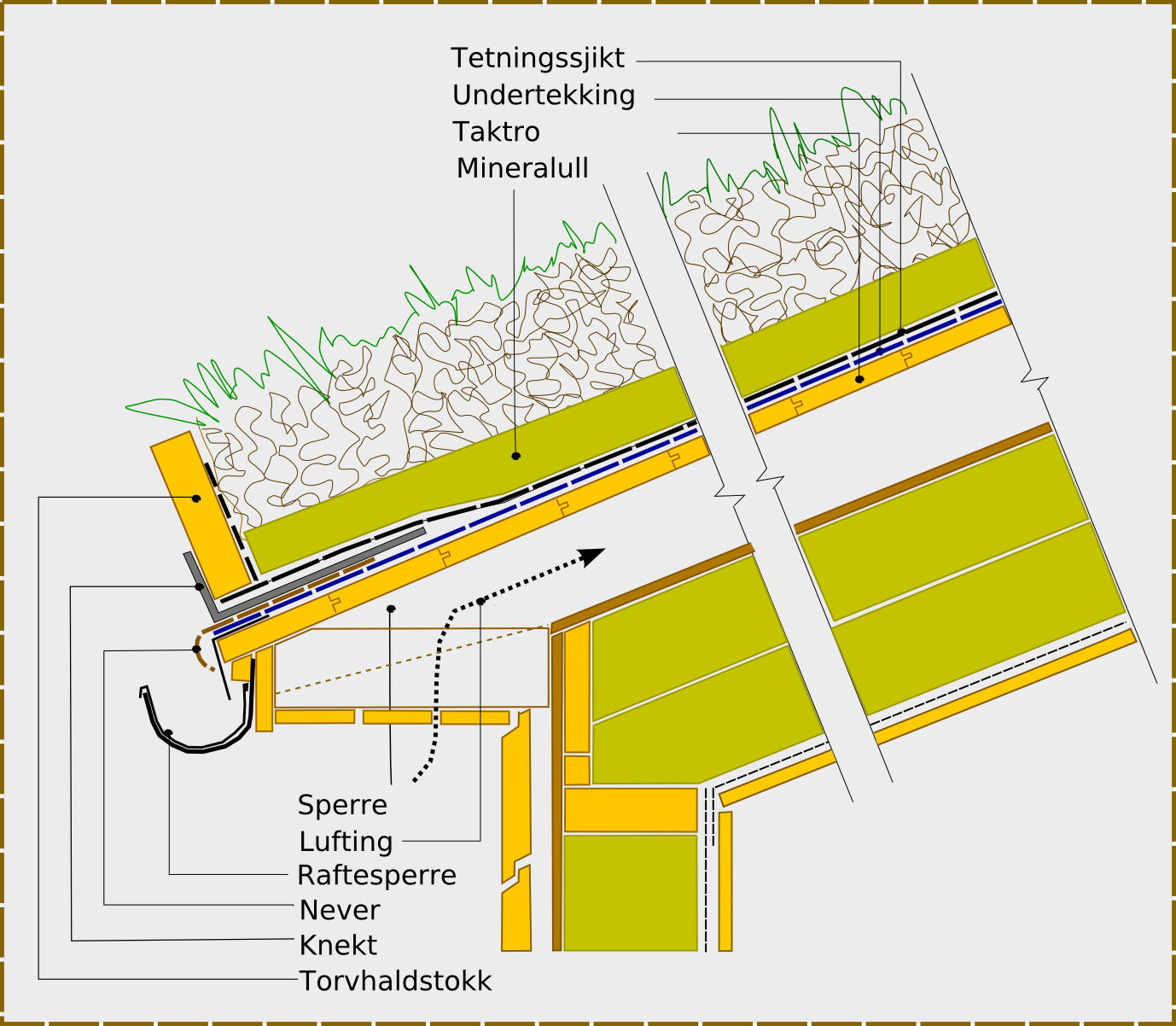
Ritning till konstruktion för torvtak och sedumtak.

Torvtak benämns i dag gröna yttertak med gräs eller annan vegetation. Torvtak har en lång tradition i Sverige och många andra länder som takmateriel såväl på jordkällare och backstugor som på hus även i städerna. Torvtakets lutning kan ligga mellan 3 och 30 grader för att få avrinning. Brantare taklutningar måste ha ett ramverk under för att förhindra att trycket mot torvstocken inte skall bli för hög.
Torvtaket lades på ett undertak av kraftiga plank som bekläddes med björknäver. Näver fungerar bra även i jämförelse med syntetiska material för undertak till torvtak. Huset eller byggnaden måste byggas med en kraftigare takkonstruktion än byggnader som har stråtak eller spåntak som beklädnad, vikten kan vara 130 till 250 kg/m² exklusive snölast. 
Torvtaket lades i två lager på varandra med förskjuten överlappning. Det första lagret lades med grässvålen ned mot nävern, det andra lagret med grässvålen upp. Längst ned ligger mullbrädan som håller torven kvar och släpper igenom det regnvatten som kommer uppifrån taket. På äldre hus och byggnader fanns oftast ingen inre beklädnad i taket, där var det lätt att se om och var taket läckte. Vid ett läckage är det viktig att åtgärda det tätskikt som finns under torven innan konstruktionen försvagas.

## Dagens torvtak
I dag har man andra metoder för att bygga upp under grässvålen med till exempel torv från torvmosse och ett lager mineralull. Näver har byts mot underlagspapp och platonmatta, en plastskiva med noppor för att kondens ska få fri väg mellan underlagspapp och plastskivan. Dessa tak har inte den vikten som det traditionella torvtaket, endast cirka 100 till 150 kg/m². Grässvålen är ibland odlad och levereras i rullar. Nackdelen med ett torvtak gentemot ett sedumtak är att man måste klippa gräset vid tillfälle samt vattna vid torka. 
Sedumtak läggs som alternativ till andra taktäckningsmaterial på låglutande tak upp till cirka 30°. Sedumtakets växter kan bestå av fetbladsväxter som gul fetknopp, taklök, kärleksört. Även en del ängsgräs, blommor och mossor kan vara lämpliga att så eller sätta. Takets underliggande konstruktion måste vara beräknat för att klara av vikten av ett sedumtak inklusive eventuell snölast. Vikten av ett sedumtak varierar mellan cirka 50 till 150 kg/m² beroende på uppbyggnad. Underlaget är en bra takpapp följt av ett tätskikt med en kapillärbrytande plastskiva med noppor. Beroende på önskad växtlighet, eventuellt ett dränerade lager eller stenullsmatta som binder fukt.